# Lilianne Ploumen
Elisabeth Maria Josepha Ploumen, detta Lilianne (Maastricht, 12 luglio 1962), è una politica olandese, esponente del Partito Laburista e suo leader dal gennaio 2021 all'aprile del 2022.
È membro della Camera dei Rappresentanti dal 2017 e leader parlamentare dal 2021. Ploumen ha ricoperto in precedenza il ruolo di Ministro del commercio estero e della cooperazione allo sviluppo dal 2012 al 2017.

## Biografia
Figlia di un lattaio cattolico che votava KVP, tra il 1974 e il 1980 Ploumen ha frequentato l'Atheneum-A all'Henric van Veldeke College di Maastricht. Ha poi studiato storia sociale all'Università Erasmus di Rotterdam tra il 1980 e il 1988. Durante i suoi studi ha lavorato come assistente culturale sociale a Rotterdam-Crooswijk. Dal 1983 è stata  presso l'Institute for Psychological Market Research, prima come dipendente nel dipartimento di statistica e dal 1985 come project leader research. Dopo gli studi, ha lavorato all'IPM per altri due anni. A quel tempo era anche presidente del consiglio di lavoro dell'IPM.
Nel 1990 Ploumen è diventata Manager Marketing & Research presso il Foster Parents Plan. Nel 1993 ha iniziato a lavorare a Londra per PLAN, l'organizzazione-ombrello di Foster Parents, come team leader "Quality Assurance Program for Sponsorship Systems". Nel 1995 è tornata nei Paesi Bassi e ha creato Ploumen Projecten, un'organizzazione impegnata nella ricerca di marketing e nello sviluppo di idee. Ha anche iniziato a lavorare per Mama Cash come coordinatrice della raccolta fondi. Nel 1995 ha partecipato al ciclo di conferenze "Genere, diversità etnica e antirazzismo" presso l'Università di Amsterdam. Nel 1996 è diventata direttrice di Mama Cash. Nel 1998 si è ritirata da Ploumen Projecten, entrando un anno più tardi nel  consiglio di amministrazione della fondazione Opzij. Tra il 2000 e il 2002 è stata membro del consiglio di amministrazione del Centro olandese per le popolazioni indigene, membro del consiglio dei genitori della scuola primaria "de Mijlpaal" e membro del comitato d'esame per l'orientamento al marketing della NIMA Amsterdam.
Nel 2001 ha lasciato Mama Cash per lavorare presso l'organizzazione di sviluppo cattolica Cordaid come responsabile della qualità e della strategia. Nel 2004 è diventata direttrice di Cordaid entrando contemporaneamente nel consiglio di amministrazione. In questo ruolo, è stata anche presidente del consiglio consultivo di HIER, membro del consiglio di amministrazione di Stop Aids Now! e membro della riunione dei direttori delle organizzazioni umanitarie cooperanti. Nel 2002 è diventata membro (in seguito vicepresidente) del consiglio di amministrazione della Fondazione Evert Vermeer, l'organizzazione internazionale del PvdA.